# Gerolamo Buonazia
Girolamo Buonazia (Siena, 13 novembre 1822 – Siena, 20 agosto 1897) è stato un pedagogista italiano.
Insegnò matematica al collegio «F. Cicognini» di Prato e fu professore di Matematiche e Ingegneria prima all'Accademia di belle arti di Firenze, poi all'Istituto tecnico toscano.
Amico e collaboratore di Raffaello Lambruschini, tra il 1860 e il 1861 fu ispettore generale delle scuole del Granducato di Toscana e redattore della rivista pedagogica da questi diretta «La Famiglia e la scuola» (1860-1861), che rappresentò, al tempo del governo provvisorio e del difficile dibattito con il Piemonte per l'ordinamento del sistema scolastico nazionale, la più compiuta espressione delle posizioni autonomistiche del gruppo toscano.
Entrato a far parte dell'amministrazione centrale della Pubblica Istruzione, tra il 1863 e il 1864 si recò in Sicilia come delegato straordinario del governo per il riordino dei ginnasi e delle scuole tecniche. Negli anni successivi svolse numerosi incarichi di notevole rilievo in sede ministeriale. Nel 1868, fece parte della commissione incaricata dal ministro della Pubblica Istruzione Emilio Broglio di compiere l'inchiesta speciale sullo stato dell'insegnamento primario in Italia, di cui redasse la relazione ufficiale.
Due anni dopo fu nominato ispettore ministeriale e proseguì il suo impegno nella lotta contro l'analfabetismo e in favore dell'istituzione dell'obbligo scolastico: all'indomani dell'emanazione della legge Coppino stese la relazione Sull'obbligo della Istruzione elementare nel Regno d'Italia: attuazione della Legge 15 luglio 1877 (1878). Nel 1879, fu incaricato di un'indagine sulle scuole femminili di istruzione secondaria per cui elaborò un dettagliato rapporto presentato alla Camera dei deputati. Dal 1885 al 1889, su nomina ministeriale, fece parte del Consiglio superiore della pubblica istruzione.
Nel 1880 pubblicò sulla «Nuova antologia» il contributo La scuola popolare in Italia, dove esprimeva la convinzione secondo cui la scuola popolare rivolta alle masse urbane e rurali dovesse essere in grado soprattutto di coniugare l'istruzione e l'insegnamento con la vita pratica e operativa.
La sua opera più famosa, messa a punto fra il 1868 e il 1872, è Documenti sulla istruzione elementare del Regno d'Italia, uno dei più importanti lavori nel settore in Italia nel XIX secolo.

## Fonti e Bibliografia
- Biblioteca nazionale centrale, Firenze, lettere del B. nei fondi Cambray Digny, Lambruschini, Vannucci, Vieusseux e Carteggi vari; un fascicolo di lettere indirizzate a Marco Tabarrini si trova nel fondo omonimo in AS, Firenze.
- SPES, n. 475; Archivio biografico italiano, III 78, 342.
- Ricordo di Ebe e Ada Benini e di Giovanni Costantini, Prato 1863.
- L'esposizione didattica in Torino e le scuole popolari in Italia, Torino 1868.
- Discorsi del comm. Girolamo Buonazia, Napoli 1871.
- Documenti sulla istruzione elementare del Regno d'Italia, Firenze 1872.
- Relazione sul V tema proposto al IX congresso pedagogico italiano", Bologna, 1874 [Bologna] : Regia tipografia, 1874.
- Sull'obbligo della istruzione elementare nel Regno d'Italia: attuazione della Legge 15 luglio 1877, Roma 1878.
- C. Cresti, L. Zangheri, Architetti e ingegneri nella Toscana dell'Ottocento, Firenze, Uniedit, 1978.
- M. Raicich, Scuola, cultura, politica da De Sanctis a Gentile, Pisa, Nistri-Lischi, 1981, pp. 37, 44-45, 50, 55, 69 e passim.
- G. Ciampi, Il governo della scuola nello Stato postunitario, Milano, Edizioni di Comunità, 1983, pp. 259-260.
- S. Soldani, Scuola e lavoro: De Sanctis e l'istruzione teorico-professionale, in C. Muscetta (ed.), Francesco De Sanctis nella storia della cultura, Roma-Bari, Laterza, 1984, pp. 473-474.
- A. Ascenzi, Tra educazione etico-civile e costruzione dell'identità nazionale, Milano, Vita e pensiero, 2004, p. 31.
- S. Assirelli, Buonazia Girolamo. http://dbe.editricebibliografica.it/cgi-bin/dbe/Scheda?391